# Pristimantis rhodoplichus
Pristimantis rhodoplichus es una especie de anfibio anuro de la familia Craugastoridae.

## Distribución
Esta especie habita entre los 1 800 y 3 050 m de altitud:
- en Ecuador en la Cordillera La Curintza en la provincia de Zamora-Chinchipe;
- en Perú en la vertiente occidental de la cordillera de Huancabamba en la región de Piura.[4]

## Descripción
Los machos miden de 21.8 a 28.9 mm y las hembras de 30.1 a 34.2 mm.

## Publicación original
- Duellman & Wild, 1993 : Anuran amphibians from the Cordillera de Huancabamba, northern Peru: systematics, ecology, and biogeography. Occasional Papers of the Museum of Natural History University of Kansas, n.º 157, p. 1-53[5]